# Combretum vendae
Combretum vendae és una espècie de planta de la família de les Combretàcies. És una planta bella, de creixement ràpid, bastant resitent al fred, creix bé en zones d'ombra de jardins de climes temperats i càlids. És un arbre natiu de Sud-àfrica. Creix en mitjanes a baixes altituds, en sabanes arbustives i en praderies arbrades. També pot créixer als marges dels pantans i sovint sobre termiters. Creix en les vessants altes de Soutpansberg en sòls de sorra rogenca, pedregosos i profunds. En la cultura africana s'ha usat d'amulet per assegurar la caiguda de l'enemic.
Sol ser un arbust d'uns 1,5 a 3 metres d'alçada, però també pot arribar a ser un arbre petit de mides de fins a 5 metres. L'escorça és de color gris i les branques joves estan cobertes, densament, de vellut blanquinós o de color grisenc. Les fulles són marginalment el·líptiques a ovalades de mides d'uns 4-8 x 2,5-4,5 cm, verdoses a l'anvers, grisoses al revers; l'àpex és arrodonit acabant en una punta fina, a vegades torçada. Els marges són sencers i tenen un pecíol d'uns 2 a 5 mm de longitud. Les flors són de color blanc cremós, peludes, amb sèpals de color vermellós. Es troben reunides en caps d'unes 20 a 25 al final d'una espiga axil·lar d'uns 2cm de llarg. El fruit presenta quatre ales, ocasionalment pot presentar tres ales; d'uns 2x2 cm de mida, reunits en grups, conspicu (aparent i atraient), d'un color rosat o vermell. Fructificació del febrer al juny. Els fruits són petits, en una tija, lleugers de color vermell fosc i giren a un vermell terrós visible quan està sec.